# Inn-Radweg
De Inn-Radweg is een langeafstandsfietsroute in Zwitserland, Oostenrijk en Duitsland. De route volgt het verloop van de rivier de Inn van de bron bij de Malojapas tot de monding in de Donau. Het traject is bewegwijzerd in twee richtingen.

## Traject
De route start in Maloja op de Malojapas en voert het eerste deel door Zwitserland. Het Zwitserse deel is als regionale route 65: Inn-Radweg bewegwijzerd als onderdeel van Fietsnetwerk Veloland Schweiz en bedraagt 115 km.
Vanaf La Punt Chamues tot Martina loopt de route parallel met de landelijke route 6: Graubünden-Route, eveneens van Veloland Schweiz.
In Zernez kan worden aangesloten op de regionale route 27: Val Müstair Radweg die door het dal Val Müstair naar Italië loopt en daar aansluit op de Via Claudia Augusta.
Vanaf Martina tot Landeck loopt de route parallel met de Via Claudia Augusta. De route passeert de grens met Oostenrijk en loopt vervolgens door Tirol. Na passage met de grens met Duitsland kruist de route in Raubling de Bodensee-Königssee-Radweg. In Braunau is er een aansluiting met de Tauernradweg. Deze loopt daarna parallel mee tot eindpunt Passau.
In Passau kan worden aangesliten op de EuroVelo EV6 Atlantische kust naar de Zwarte Zee en op de Donauradweg.

## Aansluitingen met Europese fietsroutes
- In Passau kan worden aangesloten op de EuroVelo EV6 Atlantische kust naar de Zwarte Zee.

## Aansluitingen met andere fietsroutes
- Tussen La Punt Chamues en Martina loopt de route parallel met de landelijke route 6: Graubünden-Route.
- In Zernez kan worden aangesloten op de regionale route 27: Val Müstair Radweg.
- Tussen Martina en Landeck loopt de route parallel met de Via Claudia Augusta.
- In Raubling kruist de route de Bodensee-Königssee-Radweg.
- Tussen Braunau en Passau loopt de route parallel met de Tauernradweg.